# Комитет пяти

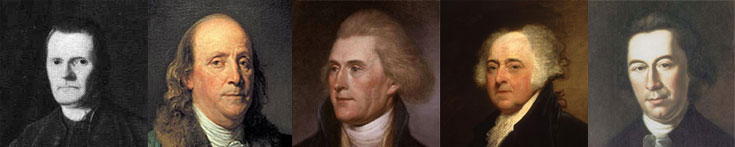
Шерман, Франклин, Джефферсон, Адамс и Ливингстон.

Комитет пяти Второго континентального конгресса подготовил и представил конгрессу проект Декларация независимости США, принятой 4 июля 1776 года. Комитет действовал с 11 июня по 5 июля 1776 года, когда декларация независимости была опубликована.
Возглавлял комитет Томас Джефферсон. Кроме него в состав комитета входили Роджер Шерман, Бенджамин Франклин, Джон Адамс и Роберт Р. Ливингстон.